# Flèche wallonne 1944
La 8e édition de la Flèche wallonne a lieu le 24 mai 1944, sur une distance de 208 kilomètres.
La victoire revient pour la deuxième année consécutive au Belge Marcel Kint. La course a lieu sur des routes déchirées par la guerre pendant que les alliés bombardaient en prélude à l'invasion.

## Classement final
| #  | Coureur             | Équipe             |    | Temps           |
| -- | ------------------- | ------------------ | -- | --------------- |
| 1  | Marcel Kint         | Mercier-Hutchinson | en | 6 h 11 min 00 s |
| 2  | Alberic Schotte     | Helyett            | +  | 0 s             |
| 3  | Marcel Quertinmont  | A.Trialoux-Wolber  |    | 0 s             |
| 4  | Jules Lowie         | Mercier-Hutchinson |    | 0 s             |
| 5  | Charles Terryn      | Metropole-Dunlop   |    | 2 min 58 s      |
| 6  | Petrus Vanderrusten | -                  |    | 8 min 04 s      |
| 7  | Marcel Lavaux       | -                  |    | 8 min 04 s      |
| 8  | Albert Dubuisson    | A.Trialoux-Wolber  |    | 9 min 12 s      |
| 9  | Denis Van Dijck     | Alcyon-Dunlop      |    | 9 min 12 s      |
| 10 | Jean Claessens      | -                  |    | 9 min 12 s      |